# Kingsley Musabula
Kingsley Musabula (ur. 26 grudnia 1973) – zambijski piłkarz grający na pozycji obrońcy. W swojej karierze rozegrał 12 meczów w reprezentacji Zambii.

## Kariera klubowa
W swojej karierze piłkarskiej Musabula grał w klubach Zamsure FC (do 1996) i w Zanaco FC (od 1997 do 2005). Wraz Zanaco wywalczył trzy mistrzostwa Zambii w sezonach 2002, 2003 i 2005 oraz zdobył Puchar Zambii w 2002.

## Kariera reprezentacyjna
W reprezentacji Zambii Musabula zadebiutował 4 czerwca 1994 w przegranym 0:9 towarzyskim meczu z Belgią, rozegranym w Brukseli. Wcześniej w tamtym roku Mulenga został powołany do kadry na Puchar Narodów Afryki 1994. Nie zagrał w nim jednak żadnego meczu, a z Zambią wywalczył wicemistrzostwo Afryki. Od 1994 do 2000 rozegrał w kadrze narodowej 12 meczów.